# Gmina zbiorowa Zeven
Gmina zbiorowa Zeven (niem. Samtgemeinde Zeven) – gmina zbiorowa położona w niemieckim kraju związkowym Dolna Saksonia, w Rotenburg (Wümme). Siedziba administracji gminy zbiorowej znajduje się w mieście Zeven.

## Podział administracyjny
Do gminy zbiorowej Zeven należą cztery gmin, w tym jedno miasto:
1. Elsdorf
2. Gyhum
3. Heeslingen
4. Zeven